# 眷戀你的溫柔
《Hybrid Child》，是一部單篇的日本漫畫作品，由日本漫畫家中村春菊執筆。2003年、2004年於「BE×BOY GOLD」上連載。
2011年7月宣佈動畫化，動畫官網也正式開啟，並公開了宣傳影片。並在官網上宣佈動畫形式為OVA，第一卷預定在10月29日發售，全四卷。分別於2014年10月29日、11月26日、12月24日以及2015年1月28日發售，全4話。

## 劇情簡介
- 一生只有一次的愛戀，只不過對你的愛慕只是一個回憶。
- 既不是機器，也不是人偶，根據主人所賦予的愛情而成長，那就是「Hybrid Child」。
- 主人與「Hybrid Child」一起生活的故事。主人給予了「Hybrid Child」什麼。「Hybrid Child」映照出了主人的什麼。以及「Hybrid Child」為什麼誕生……。
- 一生只有一次的愛戀，愛與痛苦交織的故事。

反映持有者的愛情而成長，不可思議的玩偶·Hybrid Child，以短篇形式組成的純潔愛情故事。

## 登場人物
以下聲優有兩個版本，分別為CD版及OVA版。

### 主要角色
和泉小太郎（聲優：福山潤／岡本信彥、少年：岩崎愛）
名門．和泉家的第十六代當主。
是第一話的主角。
雖然身為當主，但是性格懶惰。
在八歲的時候撿到了葉月。
知道葉月的壽命正逼近，根據黑田的建議拼命找月之水滴。
葉月（聲優：鳥海浩輔／平川大輔、少年：近野真昼）
和小太郎一起相處10年的Hybrid Child。
第一話的主角。
被八歲時的小太郎撿回家，之前曾經被扔棄兩次，又被小太郎家人扔棄了三次，但每次都被小太郎撿回來，後為小太郎的管家。
花了五年才會動，學會說話花了一年半。
為Hybrid Child 0001，為最初的原型。
冷靜接受本身即將變得無法動彈，勸告想要救自己而拼命奔波的小太郎。
黑田（聲優：井上和彥／小野友樹、少年：早水理沙）
最初Hybrid Child的製作者，在昏暗的屋子裡進行各種的研究。
曾是侍奉某藩的武官，因發生某些事而製作Hybrid Child（目前已製作出3000多具）。
對葉月成長成激進人類風采的外表感到吃驚。
與瀨谷和月島是童年朋友。
喜歡著月島。
月島（聲優：緑川光／松岡禎丞、少年：升望／木村繭）
為黑田和瀨谷的童年好友，他們均是同齡，二人都為藩的家主努力工作。
第三、四話的主角。
黑田一開始製作的Hybrid Child試驗品 (Hybrid Child 0000) 和他長得很相似。
雖然平時行為有點像小孩子，緊要關頭時則有著堅強的性格。
喜歡吃甜食，中村屋的小雞饅頭是最喜歡的食品。
在戰爭輸掉後，切腹自殺以保全主公。
討厭黑田對他的說話方式，其實是互相喜歡。
柚子（聲優：宮田幸季／代永翼）
第二話的主角。
其中一個Hybrid Child，渴望自己能夠成長，介意主人瀨谷壹對自己的感覺。
喜歡吃蜂蜜蛋糕。
瀨谷壹（聲優：諏訪部順一／木村良平、少年：木村はるか）
為柚子的主人，也是瀨谷家的家主。
曾是侍奉某藩的武官。
喜歡平靜、珍惜和柚子一起相處的時間，亦是黑田的朋友。
與柚子出門的時候遇刺，導致雙眼從此變為失明。
因輸掉戰爭而月島切腹自殺所以有著陰影。

## 出版書籍
舊版
| 冊數 | BiBLOS        | BiBLOS             | 尖端出版社   | 尖端出版社           |
| 冊數 | 發售日期      | ISBN               | 發售日期     | EAN                  |
| ---- | ------------- | ------------------ | ------------ | -------------------- |
| 全   | 2005年3月10日 | ISBN 4-8352-1722-5 | 2006年3月1日 | EAN 471-7702-20275-0 |

新版
| 冊數 | 角川書店      | 角川書店               |
| 冊數 | 發售日期      | ISBN                   |
| ---- | ------------- | ---------------------- |
| 全   | 2008年7月30日 | ISBN 978-4-04-854205-0 |

## OVA
於2011年7月宣佈《眷戀你的溫柔》決定動畫化，2014年10月宣佈將會推出共4卷OVA。

### 製作人員
- 原作：中村春菊
- 監督：福田道生
- 規劃：松本浩、臼井久人、伊藤善之、野口和紀
- 系列構成：伊丹あき（日语：伊丹あき）
- 角色設定：岸田隆宏
- 作畫監督：岡戸智凱
- 美術監督：内藤健
- 美術設定：高橋武之
- 色彩設計：末永絢子
- 攝影監督：川口正幸
- 3DCG監督：今垣佳奈
- 編輯：松村正宏
- 音響監督：たなかかずや（日语：たなかかずや）
- 音樂：安瀨聖（日语：安瀬聖）
- 音樂製作：Lantis（日语：ランティス）
- 製片人：河本紗知、大貫一雄、櫻井優香、浦崎宣光
- 動畫製作：STUDIO DEEN（日语：スタジオディーン）
- 製作：Hybrid Child 製作委員会

### 主題曲
- 主題曲：「syncretism」

作詞：riya
作曲、編曲：柘植敏道
主唱：安娜貝爾

### 各話列表
| 卷數  | 日語標題                                         | 劇本     | 素描     | 演出     | 作畫監督                                                                | 總作畫監督          |
| ----- | ------------------------------------------------ | -------- | -------- | -------- | ----------------------------------------------------------------------- | ------------------- |
| 第1巻 | 俺は葉月でないとダメだと言ったのだ——             | 伊丹あき | 福田道生 | 福田道生 | 平川亞喜雄、青野厚司                                                    | -                   |
| 第2巻 | 御主人様は 花園の中に いつも一人でいらっしゃる—— | 伊丹あき | 福田道生 | 渡部穏寛 | 松下郁子、平川亞喜雄 青野厚司、竹本桂子 本田みゆき、河南正昭 清水明日香 | 平川亞喜雄 青野厚司 |
| 第3巻 | 夏草のにおい 白雲の風 ひとりと ひとりと ひとり—— | 桑畑絹子 | 望月智充 | 福田道生 | 中本尚、手島勇人 荒木弥緒                                               | 竹田逸子            |
| 第4巻 | だだー言 俺が お前に 言いたかつた事は——          | 桑畑絹子 | 福田道生 | 福田道生 | 伊藤智子、大塚八愛 加藤萬由子、中本尚                                   | 竹田逸子            |

### BD/DVD
| 卷 | 發售日         | 收錄話 | 規格檢查  | 規格檢查  |
| 卷 | 發售日         | 收錄話 | BD        | DVD       |
| -- | -------------- | ------ | --------- | --------- |
| 1  | 2014年10月29日 | 第1話  | ZMXZ-9551 | ZMBZ-9561 |
| 2  | 2014年11月26日 | 第2話  | ZMXZ-9552 | ZMBZ-9562 |
| 3  | 2014年12月24日 | 第3話  | ZMXZ-9553 | ZMBZ-9563 |
| 4  | 2015年1月28日  | 第4話  | ZMXZ-9554 | ZMBZ-9564 |

## 外部連結
- 「Hybrid Child」官方網站 （页面存档备份，存于）
- アニメ「Hybrid Child」的X（前Twitter）
- June漫畫網站